# Andrea Pendibene
Andrea Pendibene es un deportista italiano que compite en vela en la modalidad de crucero.
Ganó una medalla de plata en el Campeonato Mundial de Vela en Alta Mar Mixto de 2021 y una medalla de bronce en el Campeonato Europeo de Vela en Alta Mar Mixto de 2021.

## Palmarés internacional
| \| Campeonato Mundial \| Campeonato Mundial \| Campeonato Mundial \| Campeonato Mundial \| \| Año \| Lugar \| Medalla \| Clase \| \| ------------------ \| ------------------ \| ------------------ \| ------------------ \| \| 2021 \| Venecia (Italia) \| Medalla de plata \| Doble mixto \| \| Campeonato Europeo \| \| \| \| \| Año \| Lugar \| Medalla \| Clase \| \| 2021 \| Nápoles (Italia) \| Medalla de bronce \| Doble mixto \| |                  |                   |             |
| Campeonato Mundial |                  |                   |             |
| Año | Lugar            | Medalla           | Clase       |
| 2021 | Venecia (Italia) | Medalla de plata  | Doble mixto |
| Campeonato Europeo |                  |                   |             |
| Año | Lugar            | Medalla           | Clase       |
| 2021 | Nápoles (Italia) | Medalla de bronce | Doble mixto |